# Пхамат
Пхамат (ингуш. Пхьамат) — село в Ингушетии. Расположено в Джейрахском районе. Административно находится в составе сельского поселения Джейрах.

## География
Село расположено в южной части республики на расстоянии примерно в 1 километре по прямой к северо-западу от районного центра Джейраха.
Часовой пояс
Село Пхамат как и вся Ингушетия, находится в часовой зоне МСК (московское время). Смещение применяемого времени относительно UTC составляет +3:00.

## История
Первое упоминание названия Пемата относится к 1791 году, когда И. Гюльдинштедт, посетивший Дарьял несколько раз, отнёс село к осетинам и осетинской провинции Макат (Комоити).
Исторически Пхамат представляло собой средневековое башенное поселение, на территории которого имелись культурные объекты ингушской архитектуры: одна боевая башня (вӀов) и пять жилых башен (гӀала). В настоящее время сохранились развалины лишь одной башни. В прошлом данные объекты вместе с оборонительной стеной составляли довольно прочный замковый комплекс позднего средневековья. Он был разрушен в 1944 году (в период сталинской ссылки ингушей).
На горном склоне расположен каменноящичный некрополь X—XIII вв. В захоронениях было найдено оружие, монеты, зеркала, керамика. Кроме того, на северной окраине селения находился храм Пхамат-Ерды, разрушенный в середине XIX века.

## Население
| 2010 |
| ---- |
| 0    |